# Carex microrhyncha
Carex microrhyncha är en halvgräsart som beskrevs av Kenneth Kent Mackenzie. Carex microrhyncha ingår i släktet starrar, och familjen halvgräs. Inga underarter finns listade i Catalogue of Life.